# エナジックスポーツ高等学院
エナジックスポーツ高等学院（エナジックスポーツこうとうがくいん、英語: Enagic Sports High School）は、沖縄県名護市にある高等学校。学校法人大城学園が運営。本項では実質的な前身である、2021年に開校した同名の通信制高校サポート校（技能連携教育施設）についても記述する。

## 概要
医療・健康機器の開発メーカーや沖縄県内でホテル・飲食店・クリーニングチェーン店などを展開するエナジックグループの創業者・実業家・会長で、沖縄出身の大城博成が理事長を務める。「文武ともに力強く、世界で求められる豊かな国際性と高いコミュニケーション能力を持ったグローバル人材の育成」を教育理念に掲げ、大城の故郷である名護市で開校。校舎は旧名護市立久志小学校跡地を利用したものである。

## 大城学園
大城はエナジック会長の名字から。沖縄県内では本校の他、読谷こばと幼稚園（読谷村）を運営。
また、2025年（令和7年）3月には、千葉科学大学を、2026年（令和8年）4月より大城学園が運営することで合意がなされた。

## 歴史
- 2021年（令和3年）4月 - 同年2月に沖縄県教育委員会より指定技能教育施設として認可を受け、エナジック教育福祉財団によって[7]広域通信制高等学校である星槎国際高等学校との技能連携によるサポート校として[8]開校[9]。
- 2022年（令和4年） - サポート校「エナジックスポーツ高等学院」名義で沖縄県高野連加盟[10]。加盟時点でサポート校の単独名義で高野連に加盟していたのは全国で唯一である[注 3]。
- 2024年（令和6年）4月 - 沖縄県私学審議会の認可[11]を受け、全日制課程[12]および狭域通信制課程を設置し、高等学校（一条校）として開校。第106回全国高等学校野球選手権大会で沖縄大会決勝まで進出するが興南に敗れ準優勝。
- 2025年（令和7年） - 前年の第105回九州地区高等学校野球大会の結果（準優勝）を受け、第97回選抜高等学校野球大会に九州代表として出場が決定する[13]。なお2025年1月時点での野球部のユニフォームにある校名のロゴ[14]の「enagic」部分は、母体であるエナジックグループのロゴ[15]と同一であるため、春・夏大会の歴史で初めてユニフォームの胸部に企業ロゴが掲示されることとなった。

## 部活動
- 野球部 - 2022年4月創部[16]
- ゴルフ部 - 2022年4月創部
- 陸上部 - 2025年4月創部
- 卓球部 - 2025年4月創部
- ボウリング部 - 2025年4月創部

## 著名な出身者
- 龍山暖 - プロ野球選手（埼玉西武ライオンズ/2024年度ドラフト6位）野球部1期生(2025年卒)